# Горностаївська селищна територіальна громада
Горностаївська селищна територіальна громада — територіальна громада в Україні, в Каховському районі Херсонської області. Адміністративний центр — селище Горностаївка.
Площа громади — 578,97 км², населення — 12 505 мешканців (2017).
Утворена 22 листопада 2016 року шляхом об'єднання Горностаївської селищної ради та Великоблаговіщенської, Заводівської, Козаче-Лагерської, Маринської, Ольгинської, Славненської та Червоноблагодатненської сільських рад Горностаївського району.

## Населені пункти
До складу громади входять 1 селище (Горностаївка) і 19 сіл: Василівка, Велика Благовіщенка, Вільне, Заводівка, Зелений Под, Каїри, Козачі Лагері, Кочубеївка, Красне, Лопатки, Маринське, Нова Благовіщенка, Нові Олешки, Новоєлизаветівка, Ольгине, Славне, Софіївка, Червоноблагодатне та Ясна Поляна.